# 退信
退信普遍是指無法送達到指定的郵件地址，在電子信箱和郵遞公司常出現。

## 退信原因
以中華郵政寄送時會遇到的情形有下列幾點：
- 查無此人
- 地址錯誤
- 無法辨識寄件地址
- 郵資不足
- 撤銷登記
- 遷移新址
- 收件人拒收